# الکساندرا کرازنی
الکساندرا کرازنی (انگلیسی: Alexandra Krosney؛ زادهٔ ۲۸ ژانویهٔ ۱۹۸۸) یک هنرپیشه اهل ایالات متحده آمریکا است. وی از سال ۲۰۰۲ میلادی تاکنون مشغول فعالیت بوده‌است.

## گزیدهٔ آثار

### تلویزیون
- غیر مرگبار (۲۰۱۵)
- تغییرشکل‌دهندگان: پرایم (۲۰۱۲-۲۰۱۰)
- نیکیتا (۲۰۱۰)
- سی‌اس‌آی (۲۰۰۹)
- لاست (۲۰۰۹)
- ذهن‌های مجرم (۲۰۰۸)
- استخوان‌ها (۲۰۰۶)
- ان‌سی‌آی‌اس (۲۰۰۶)
- بخش فوریت‌های پزشکی (۲۰۰۴)